# Pteromys momonga
La ardilla voladora de Japón (Pteromys momonga) es una especie de roedor esciuromorfo de la familia Sciuridae endémica de Japón y una de las dos únicas especias de ardillas voladoras del Viejo Mundo.